# Siphona abbreviata
Siphona abbreviata är en tvåvingeart som först beskrevs av Villeneuve 1915.  Siphona abbreviata ingår i släktet Siphona och familjen parasitflugor. Inga underarter finns listade i Catalogue of Life.